# Never Gone: The Videos
Never Gone: The Videos es el sexto DVD comercializado por Backstreet Boys y contiene videos musicales, detrás de cámara, una entrevista exclusiva y una galería de fotos perteneciente a su álbum Never Gone,  fue lanzado poco antes de que Kevin Richardson decidiera dejar la agrupación. También fue incluido como bonus DVD en el álbum Never Gone [Australia Tour Edition] que además incluye una canción extra “Last Night You Saved My Life”.

## Listado de canciones
1. Making The Video “Incomplete”
2. Incomplete - The Video
3. Making Of “Just Want You to Know”
4. Just Want You to Know - The Video
5. Just Want You to Know - Sphynkter Video
6. Making Of “I Still...”
7. I Still... - The Video
8. Backstage Interview From Cologne, Germany
9. Photo Gallery